# Geschützte heimische Pflanzen
Die Briefmarkenserie Geschützte heimische Pflanzen wurde von der Deutschen Post der DDR in den Jahren 1966, 1969 und 1970 ausgegeben.
Die Größe der Ausgaben war einheitlich, allerdings hatten alle Jahrgänge einen unterschiedlich gefärbten Hintergrund.

## Liste der Ausgaben und Motive
Legende
- Bild: Eine bearbeitete Abbildung der genannten Marke. Das Verhältnis der Größe der Briefmarken zueinander ist in diesem Artikel annähernd maßstabsgerecht dargestellt. Sollten keine Marken abgebildet sein, liegt es daran, dass das Urheberrecht des Künstlers noch nicht erloschen ist.
- Beschreibung: Eine Kurzbeschreibung des Motivs und/oder des Ausgabegrundes. Bei ausgegebenen Serien oder Blocks werden die zusammengehörigen Beschreibungen mit einer Markierung versehen eingerückt.
- Wert: Der Frankaturwert der einzelnen Marke in Pfennig. Ein „+“ bedeutet, dass es sich um eine Zuschlagsmarke handelt (= Frankaturwert + Spende).
- Ausgabedatum: Das Datum des erstmaligen Verkaufs dieser Briefmarke.
- Auflage: Soweit bekannt, wird hier die zum Verkauf angebotene Anzahl dieser Ausgabe angegeben.
- Entwurf: Soweit bekannt, wird hier angegeben, von wem der Entwurf dieser Marke stammt.
- Mi.-Nr.: Diese Briefmarke wird im Michel-Katalog unter der entsprechenden Nummer gelistet.

| Bild | Beschreibung                                                             | Wert | Ausgabe- datum   | Auflage    | Entwurf             | Mi.-Nr. |
|      | Geschützte heimische Pflanzen (I) - Lungenenzian (Gentiana pneumonanthe) | 10   | 8. Dezember 1966 | 8.000.000  | Werner Klemke       | 1242    |
|      | - Rotes Waldvögelein (Cephalanthera rubra)                               | 20   | 8. Dezember 1966 | 6.000.000  | Werner Klemke       | 1243    |
|      | - Bergwohlverleih (Arnica montana)                                       | 25   | 8. Dezember 1966 | 1.500.000  | Werner Klemke       | 1244    |
|      | Geschützte heimische Pflanzen (II) - Märzenbecher (Leucojum vernum)      | 5    | 15. April 1969   | 10.000.000 | Fritz Deutschendorf | 1456    |
|      | - Frühlings-Adonis-Röschen (Adonis vernalis)                             | 10   | 15. April 1969   | 12.000.000 | Fritz Deutschendorf | 1457    |
|      | - Trollblume (Trollius europaeus)                                        | 15   | 15. April 1969   | 6.000.000  | Fritz Deutschendorf | 1458    |
|      | - Türkenbund (Lilium martagon)                                           | 20   | 15. April 1969   | 12.000.000 | Fritz Deutschendorf | 1459    |
|      | - Stranddistel (Eryngium maritimum)                                      | 25   | 15. April 1969   | 1.700.000  | Fritz Deutschendorf | 1460    |
|      | - Breitblättriges Knabenkraut (Dactylorchis latifolia)                   | 30   | 15. April 1969   | 3.500.000  | Fritz Deutschendorf | 1461    |
|      | Geschützte heimische Pflanzen (III) - Seekohl (Crambe maritima)          | 10   | 28. April 1970   | 12.000.000 | Manfred Gottschall  | 1563    |
|      | - Aufrechte Kuh- oder Küchenschelle (Pulsatilla vulgaris)                | 20   | 28. April 1970   | 12.000.000 | Manfred Gottschall  | 1564    |
|      | - Fransenenzian (Gentiana ciliata)                                       | 25   | 28. April 1970   | 1.700.000  | Manfred Gottschall  | 1565    |
|      | - Helmknabenkraut (Orchis militaris)                                     | 30   | 28. April 1970   | 3.500.000  | Manfred Gottschall  | 1566    |
|      | - Sumpfporst (Ledum palustre)                                            | 40   | 28. April 1970   | 3.500.000  | Manfred Gottschall  | 1567    |
|      | - Rundblättriges Wintergrün (Pyrola rotundifolia)                        | 70   | 28. April 1970   | 4.000.000  | Manfred Gottschall  | 1568    |